# Polla (Itàlia)
Polla és una localitat i comune de la província de Salern, regió de Campània, amb 5273 habitants el 2018. Està molt a prop del límit amb la regió de Basilicata. Limita amb Atena Lucana, Auletta, Brienza (PZ), Caggiano, Corleto Monforte, Pertosa, Sant'Angelo Le Fratte (PZ) i Sant'Arsenio. Va ser coneguda com el Fòrum Popilà durant l'època romana.